# Antykwariat

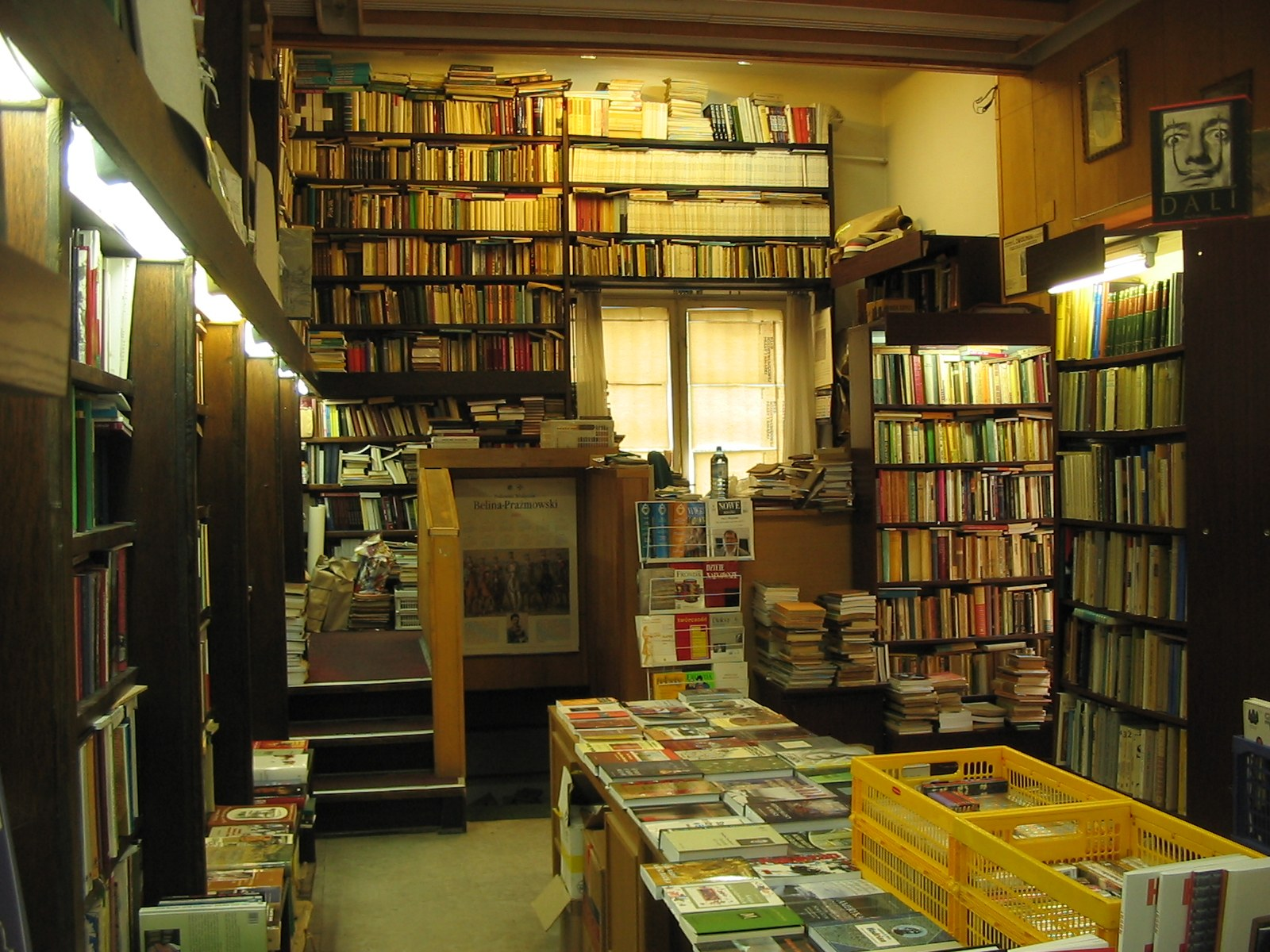
Antykwariat w Warszawie

Antykwariat (od łac. antiquarius – zajmujący się starożytnością) – przedsiębiorstwo zajmujące się handlem starymi przedmiotami, mającymi wartość historyczną, estetyczną lub materialną; sklep oferujący antyki bądź książki (głównie używane).

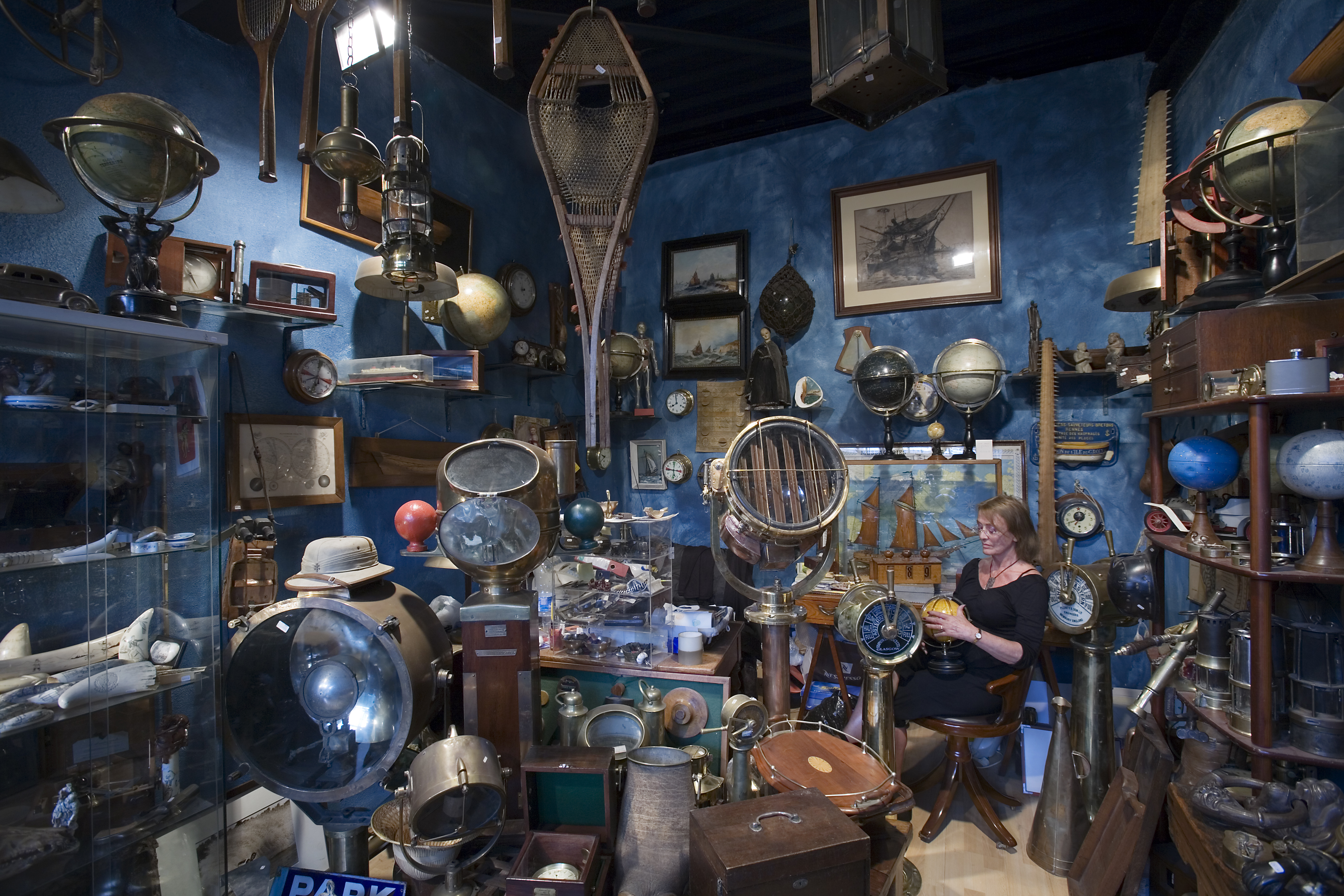
Sprzedawczyni sprzętu podróżnego w stylu vintage w Marché Dauphine w Paryżu

## Opis
Do przedmiotów sprzedawanych w antykwariatach należą książki, obrazy, rzeźby, meble, stare pocztówki, ryciny, grafiki, rękopisy, wyroby artystyczne, stare gry komputerowe zapisane na oryginalnych nośnikach, numizmaty itp.
Rozkwit antykwariatów przypada na wiek XVI i XVII (gł. Włochy, Holandia) oraz, później, XVIII (gł. Francja i Anglia), choć antykwariaty pojawiały się już we Florencji na początku XV wieku.
W Polsce antykwariaty pojawiły się w okresie oświecenia, a podczas wieków XIX i XX rozpowszechniły się na terenie całego kraju. W drugiej połowie XX wieku antykami w Polsce handlowała głównie Desa; stan taki trwał do lat 90., kiedy nastąpił rozkwit prywatnych antykwariatów.
Za pierwszy polski antykwariat księgarski uznaje się lwowską firmę Iglów, która istniała do wybuchu II wojny światowej. Prowadzili antykwariat obwoźny od 1793, a stacjonarny i koncesjonowany uruchomili dopiero w 1863, zajmując się także wydawaniem książek.
Osoba prowadząca antykwariat to antykwariusz.